# Aeropuerto de Miri
El Aeropuerto de Miri (IATA: MYY, OACI: WBGR) es un aeropuerto ubicado a 9,5 km (5,9 millas) al sureste del centro de Miri, una ciudad en el estado malasio de Sarawak. Es el sexto aeropuerto con más tráfico en Malasia y el segundo en Sarawak.
El aeropuerto de Miri es un importante centro para MASWings, aerolínea que se hizo cargo de la mayoría de los servicios domésticos principalmente rurales de FlyAsianXpress. La ubicación en el medio del Borneo de Malasia y cerca de la frontera de Brunei lo convierte en un centro adecuado para los servicios aéreos rurales y una importante puerta de entrada a Sarawak. En 2014, el aeropuerto de Miri fue el sexto aeropuerto malayo con más tráfico en términos de movimientos de aeronaves (49 204) y el sexto con más tráfico en términos de pasajeros manejados (2 363 080).
Es el segundo aeropuerto más grande de Sarawak después del aeropuerto internacional de Kuching, con una superficie útil de 16 448 m² (metros cuadrados). El aeropuerto no está reconocido por el Departamento de Aviación Civil (DCA) de Malasia y Malaysia Airports Holdings Berhad (MAHB) como un aeropuerto internacional a pesar de haber programado vuelos internacionales a diario.

## Historia
A medida que la población de Miri creció, la necesidad de un aeropuerto más grande obligó al gobierno a buscar un nuevo sitio para aliviar el tráfico en el aeropuerto de Lutong. Se eligió un sitio al sureste del centro de la ciudad. El aeropuerto de Miri estuvo completamente funcional después de la década de 1980.

## Instalaciones
Situado en Jalan, el aeropuerto de Miri se encuentra a 9,5 km (5,9 millas) al sureste del centro de la ciudad de Miri. Es el aeropuerto nacional más activo de Malasia en términos de movimiento de pasajeros y aviones. El aeropuerto tiene una terminal que puede acomodar hasta 2 millones de pasajeros anualmente. Para finales de 2019, la capacidad del aeropuerto de Miri se incrementará a 3 millones de pasajeros por año.
Terminal de aeropuerto

Estado de sarawak, Malasia

El edificio de la terminal de dos pisos puede manejar hasta 2 millones de pasajeros por año. La terminal ha estado operando más allá de sus límites diseñados desde 2012. Hay un total de 15 mostradores de facturación, de los cuales seis son mostradores de facturación de Malaysia Airlines, MASwings y cuatro son para AirAsia. También se encuentran los quioscos de autoservicio de Malasia Airlines, MASwings y AirAsia, ubicados cerca de la entrada lateral del aeropuerto. La terminal está equipada con un total de tres cintas transportadoras en la sala de reclamo de equipaje.
En el aeropuerto se pueden encontrar varias tiendas y restaurantes, como Starbucks, Coffee Bean & Tea Leaf, Marrybrown y Famous Amos. Malaysia Airlines / MASwings y AirAsia tienen una oficina de ventas en el aeropuerto. Malindo Air inicialmente mantuvo su oficina de ventas en el primer piso del aeropuerto, justo afuera de la sala de embarque, a pesar de que suspendió los vuelos a Miri desde Kuala Lumpur indefinidamente. Unos meses después, la oficina de ventas de Malindo en Miri cerró. El 1 de julio de 2016 fue testigo de la reanudación oficial del vuelo de Kuala Lumpur-Miri por Malindo. Apenas unos meses después, Malindo Air volvió a terminar su ruta de Miri a Kuala Lumpur en abril de 2017.
Hay dos delantales en el aeropuerto: Delantal «A» y Delantal «B». La expansión del Delantal «B» se completó en 2014. Los delantales se sometieron a otra expansión en 2015 y se completaron el 3 de marzo de 2016. La expansión permite 4 puestos de estacionamiento adicionales para aviones de código C (es decir, Boeing 737 o Airbus A320 y equivalente) y 6 para ATR 72. Todas las calles de rodaje, puertas y estacionamientos existentes fueron renombrados después de la expansión y las actualizaciones. El delantal ahora puede acomodar 7 aviones de código C, 1 Airbus A330 o Boeing 777, 9 ATR 72 y 4 Havilland Canada DHC-6 Twin Otters en cualquier momento dado. Las puertas A1-3 en el delantal «A» fueron renombradas como Puertas 2-4 (áreas de estacionamiento 2-4), con una nueva adición de la Puerta 5 que consiste en las bahías 5-8. Todas las puertas son para aviones de código C, excepto la Puerta 4 que está optimizado para aviones de fuselaje ancho como Airbus A330 o Boeing 777. La plataforma «B» está restringida a aviones Fokker F50 y ATR 72 o más pequeños (es decir, DHC-6 Twin Otter) y MASwings la usa principalmente, excepto para el estacionamiento 1 (anteriormente estacionamiento B1), que se utiliza para aeronaves de código C. Las puertas B y C en el delantal «B» fueron renombradas como Puerta 1 que consiste en los estacionamientos 1 y R1-R13 (los estacionamientos R1-3 eran antiguos estacionamientos B2-B4, mientras que los compartimientos R10 - R13 eran inicialmente compartimientos C1-C4). Los espacios de estacionamiento R4-R9 son nuevos espacios de estacionamiento adicionales. Para la comodidad de los pasajeros que abordan y desembarcan ATR 72 o DHC-6,Terminal de bajo costo (LCCT) del Aeropuerto Internacional de Kuala Lumpur (KLIA) que ahora está cerrado.
Pista y calles de rodaje
El aeropuerto de Miri cuenta con una pista de 2745 m × 60 m (9006 pies × 197 pies), designada Pista 02/20, y una calle de rodaje parcial y paralela con un ancho de 23 m (75 pies). La pista 20 está equipada con luces de aproximación simple de alta intensidad, mientras que la pista 02 tiene instaladas luces de aproximación de precisión Cat 1 de alta intensidad. Otras ayudas incluyen: ILS, DVOR/DME, NDB y PAPI (pendiente 3°). Las calles de rodaje A3, B1 y C1 que conectan la pista, la plataforma «A» y la plataforma «B» con la calle de rodaje A se terminaron después de la expansión de 2016.
Vista aérea del aeropuerto de Miri.
Hangares

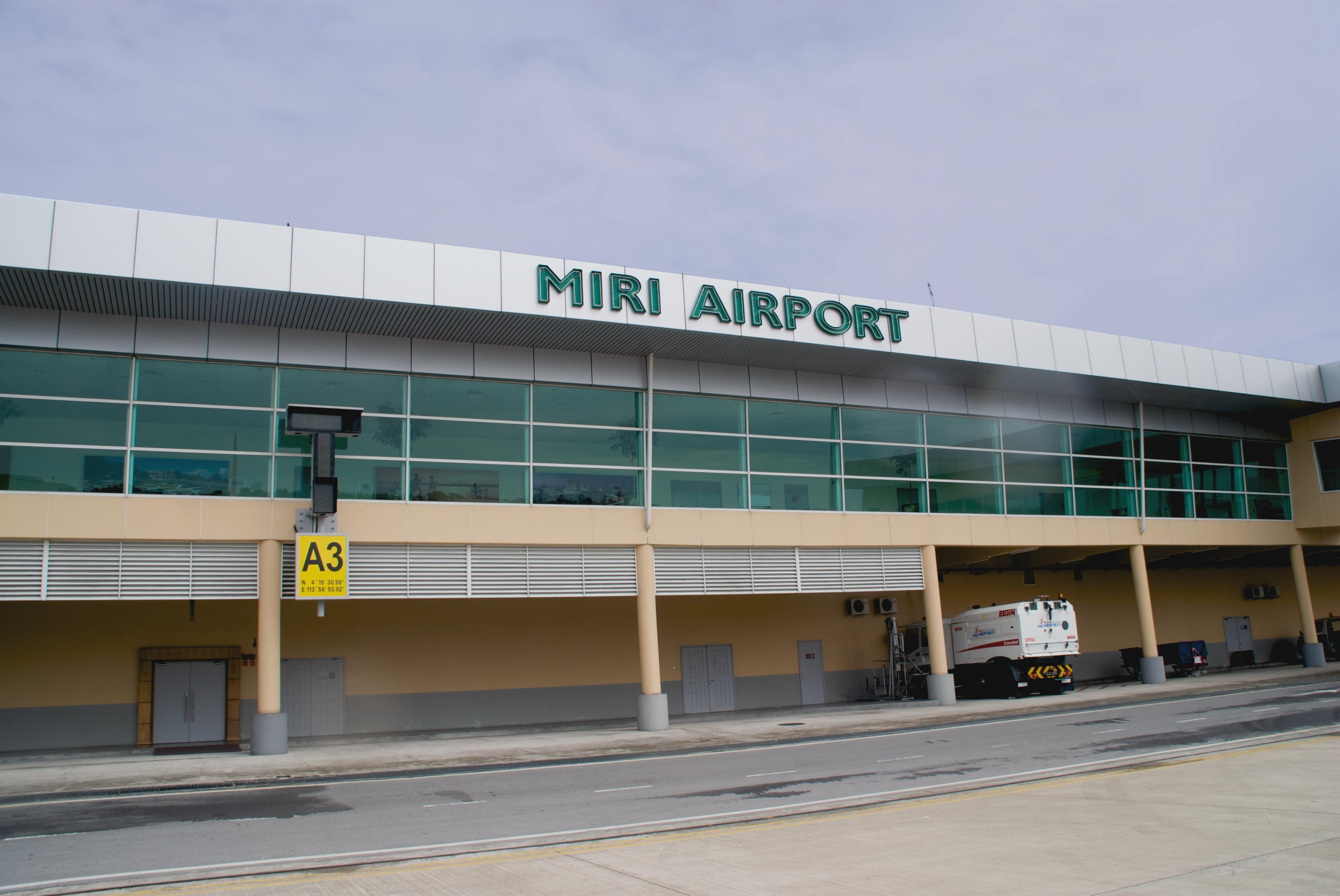
Terminal aéreo.

Hay un hangar para aviación general y un hangar Awan Inspirasi a 500 m del edificio de la terminal. La plataforma de aviación general GA2 está a poca distancia de la plataforma GA1, que se completó en 2011. El hangar Awan Inspirasi y GA2 fueron diseñados para acomodar 4 helicópteros hasta Sikorsky S92. MASkargo y Gading Sari mantienen un hangar a menos de 50 m del edificio de la terminal.
Inmigración
Sarawak controla su propia autonomía de inmigración. Las leyes ejercidas requieren que todos los pasajeros que viajen con vuelos desde fuera de Sarawak (incluidos todos los vuelos desde Malasia Peninsular, el estado de Sabah, el Territorio Federal de Labuan y otros países) pasen por la inspección de inmigración en la primera entrada de cualquier aeropuerto de Sarawakian.
Hornbill Skyways tiene una oficina regional en el Aeropuerto Internacional Miri.

## Aerolíneas y destinos

### De pasajeros
| Aerolíneas        | Destinos |
| ----------------- | --- |
| AirAsia           | Johor Bahru, Kota Kinabalu, Kuala Lumpur–Internacional, Kuching                                                                  |
| Firefly           | Kuching, Kota Kinabalu |
| Malaysia Airlines | Kuala Lumpur–Internacional |
| MASwings          | Ba'kelalan, Bario, Bintulu, Labuan, Lawas, Limbang, Long Akah, Long Banga, Long Lellang, Long Seridan, Marudi, Mukah, Mulu, Sibu |
| Scoot             | Singapur |

### De carga

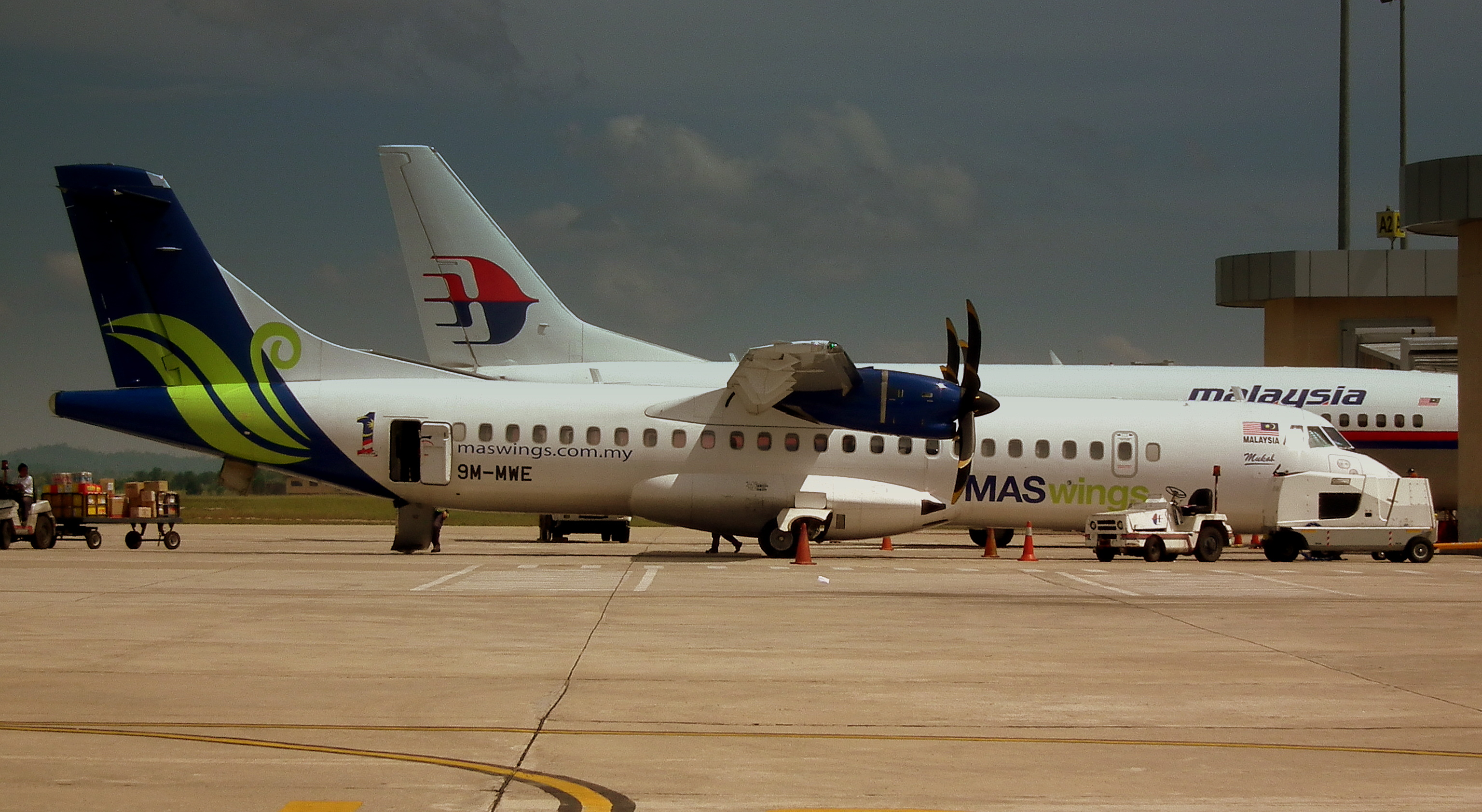
Un ATR 72 de MASwings estacionado junto a un Boeing 737 de Malaysia Airlines.

| Aerolíneas           | Destinos                                           |
| -------------------- | -------------------------------------------------- |
| World Cargo Airlines | Kota Kinabalu, Kuala Lumpur–Internacional, Kuching |

## Tráfico y estadísticas

### Tráfico
| Año                                       | Pasajeros manejados | Porcentaje de cambio de pasajeros | Carga (toneladas) | Porcentaje de cambio de carga | Movimientos de aeronaves | Porcentaje de cambio de aeronaves |
| ----------------------------------------- | ------------------- | --------------------------------- | ----------------- | ----------------------------- | ------------------------ | --------------------------------- |
| 2003                                      | 1 377 312           | Sin cambios                       | 3881              | Sin cambios                   | 43 460                   | Sin cambios                       |
| 2004                                      | 1 509 684           | 9.6                               | 4721              | 21.6                          | 45 269                   | 4.2                               |
| 2005                                      | 1 594 855           | 5.6                               | 5392              | 14.2                          | 42 865                   | 5.3                               |
| 2006                                      | 1 559 379           | 2.2                               | 4080              | 24.3                          | 42 680                   | 0.4                               |
| 2007                                      | 1 454 167           | 6.7                               | 3564              | 12.6                          | 35 502                   | 16.8                              |
| 2008                                      | 1 537 840           | 5.7                               | 4146              | 16.3                          | 38 172                   | 7.5                               |
| 2009                                      | 1 620 345           | 5.4                               | 3921              | 5.4                           | 41 996                   | 10                                |
| 2010                                      | 1 694 915           | 4.6                               | 6770              | 72.7                          | 41 682                   | 0.7                               |
| 2011                                      | 1 856 626           | 9.5                               | 8198              | 21,1                          | 43 707                   | 4.9                               |
| 2012                                      | 2 018 415           | 8.7                               | 9879              | 20.5                          | 45 127                   | 3.2                               |
| 2013                                      | 2 223 172           | 10.1                              | 9800              | 0.8                           | 47 585                   | 5.4                               |
| 2014                                      | 2 363 080           | 6.3                               | 8029              | 18.1                          | 49 204                   | 3.4                               |
| 2015                                      | 2 249 206           | 4.8                               | 7292              | 9.2                           | 47 733                   | 3.0                               |
| 2016                                      | 2 200 546           | 2.2                               | 7270              | 0.3                           | 45 554                   | 4.6                               |
| 2017                                      | 2 188 048           | 0.6                               | 4872              | 33                            | 40 692                   | 0.7                               |
| 2018                                      | 2 350 700           | 7.4                               | 5054              | 3.7                           | 44 855                   | 10.2                              |
| 2019                                      | 2 439 492           | 3.8                               | 5278              | 4.4                           | 43 752                   | 2.5                               |
| 2020                                      | 876 402             | 64                                | 5345              | 1.3                           | 25 804                   | 41                                |
| 2021                                      | 509 367             | 41.9                              | 7679              | 43.7                          | 21 429                   | 20                                |
| 2022                                      | 1 776 182           | 248.7                             | 7904              | 2.9                           | 36 747                   | 71.5                              |
| 2023                                      | 2 201 131           | 23.9                              | 5519              | 30.2                          | 38 571                   | 5                                 |
| Fuente: Malaysia Airports Holdings Berhad |                     |                                   |                   |                               |                          |                                   |

### Estadísticas
| Rango | Destinos             | Frecuencia (semanal) | Aerolíneas                 |
| ----- | -------------------- | -------------------- | -------------------------- |
| 1     | Kuala Lumpur         | 60 60                | AirAsia, Malaysia Airlines |
| 2     | Kuching, Sarawak     | 53                   | AirAsia, Malaysia Airlines |
| 3     | Lawas, Sarawak       | 39                   | MASwings                   |
| 4     | Labuan               | 35                   | MASwings                   |
| 5     | Sibu, Sarawak        | 28                   | MASwings                   |
| 6     | Marudi, Sarawak      | 24                   | MASwings                   |
| 7     | Limbang, Sarawak     | 21                   | MASwings                   |
| 8     | Kota Kinabalu, Sabah | 17                   | AirAsia                    |
| 9     | Bario, Sarawak       | 14                   | MASwings                   |
| 9     | Bintulu, Sarawak     | 14                   | MASwings                   |
| 9     | Mulu, Sarawak        | 14                   | MASwings                   |
| 12    | Mukah, Sarawak       | 7 7                  | MASwings                   |
| 13    | Johor Bahru, Johor   | 3                    | AirAsia                    |

| Rango | Destinos | Frecuencia (semanal) | aerolíneas |
| ----- | -------- | -------------------- | ---------- |
| 1     | Singapur | 7 7                  | AirAsia    |

## Expansión y actualizaciones
El número de pasajeros que visitan a Miri ha crecido constantemente a lo largo de los años desde la actualización de la terminal. Las llamadas para actualizar la puerta de entrada al norte de Sarawak se han expresado a medida que el aeropuerto alcanza lentamente su capacidad máxima. El 6 de diciembre de 2011, el ministro de Transporte, Datuk Abdul Rahim Bakri, dijo que el Aeropuerto Miri se ampliará aún más para atender el creciente volumen de pasajeros y carga que lo atraviesa. El proyecto de expansión se implementaría bajo el 11.º Plan de Malasia luego del aumento de pasajeros aéreos que utilizan el aeropuerto, que se proyecta que  alcanzará los dos millones en los próximos dos años. El aeropuerto registró un aumento del 9.75 % en el tráfico de pasajeros durante los primeros nueve meses de 2011, con 1.35 millones de pasajeros que utilizaron el aeropuerto en comparación con 1.23 millones durante el mismo período del año anterior. El tráfico de carga también aumentó un 18,69 % durante el período objeto de examen, pasando de 4849 toneladas métricas a 5756 toneladas métricas. El Aeropuerto Internacional Miri es el aeropuerto nacional más activo en Malasia en términos de movimiento de pasajeros y aviones.
El primer ministro Datuk Seri Najib Tun Razak presentó el presupuesto de 2014 en octubre de 2013 y se anunció que el aeropuerto de Miri estaría entre los cinco aeropuertos del estado y Sabah que se actualizaría con una asignación de RM312 millones. Los otros aeropuertos fueron los aeropuertos de Sibu y Mukah y los aeropuertos de Kota Kinabalu y Sandakan. Lee también señaló la necesidad de que el aeropuerto tenga terminales separadas que atiendan a los servicios aéreos nacionales e internacionales y rurales. Esto incluye mostradores de check-in separados y salones de salida y llegada. También se dice que la asignación mejora la comodidad de los pasajeros en los aeropuertos.
El tráfico de pasajeros continuó creciendo en 2014. Se hicieron frecuentes llamamientos para mejorar el aeropuerto para atender a los números crecientes que utilizan el aeropuerto Miri. aeropuerto de Miri maneja más de 4000 vuelos al mes, con un promedio de 125 aterrizajes y despegues diarios, incluyendo 62 aterrizajes para servicios rurales; con el tamaño actual del aeropuerto, los tiempos de llegada de los vuelos entrantes se retrasarán porque tienen que esperar a que otros aviones salgan antes de poder aterrizar en la pista. La congestión del tráfico durante las horas pico también plantea un problema. El Ministro Asistente de Comunicación de Sarawak, Datuk Lee Kim Shin, celebró una reunión urgente sobre estos asuntos. También hay conversaciones para introducir más rutas internacionales en Miri para impulsar aún más la economía de la ciudad y romper el cuello de botella del turismo experimentado en Miri, ya que la única ruta internacional (Miri-Singapur) es inadecuada en la actualidad.
El 15 de diciembre de 2014, Lee anunció que el aeropuerto de Miri obtendría 78 millones de RM por su trabajo de extensión, incluida la extensión de la pista actual y la plataforma de estacionamiento de aeronaves. Una vez completada la extensión, la plataforma de estacionamiento podría acomodar 8 aviones Boeing y equivalentes, 9 ATR 72 y 4 DHC-6 Twin Otter. El proyecto de extensión también incluyó la instalación de cuatro aerobridas adicionales, la construcción de una pista adicional, la construcción de pasarelas en la azotea para pasajeros domésticos y la mejora del sistema de drenaje. El diseño de las pasarelas se basará en las pasarelas que se encuentran en la terminal de transporte de bajo costo (LCCT) ahora cerrada en el Aeropuerto Internacional de Kuala Lumpur (KLIA).
Debido a su estilo anticuado, el 25 de abril de 2016, el exministro de Transporte de Malasia, Liow Tiong Lai, envió una propuesta al Ministerio de Finanzas para actualizar el estado del aeropuerto Miri a un aeropuerto internacional. 

Aeropuerto de Miri por la noche

## Accidentes e incidentes
- El 6 de septiembre de 1997, el vuelo 238 de Royal Brunei Airlines se estrelló cerca de la pista del aeropuerto de Miri. Las 10 personas a bordo murieron.[24]